# Sergi Guardiola Navarro
Sergi Guardiola Navarro (nascut el 29 de maig de 1991) és un futbolista professional mallorquí que juga com a davanter pel Córdoba CF.

## Carrera de club

### Inicis
Nascut a Manacor, Mallorca, Illes Balears, Guardiola va ser producte del planter del Lorca Deportiva CF, i va debutar com a sènior la temporada 2009-10, a Tercera Divisió. L'estiu de 2010 va fitxar amb el Jumilla CF de Segona Divisió B.
El febrer de 2012, Guardiola va passar al CF La Nucía a la quarta divisió. L'1 d'agost es va incorporar a l'Ontinyent CF de tercer nivell, passant al Getafe CF B el 12 de gener de 2013.

### Eldense i Alcorcón
El 12 de juliol de 2014, Guardiola va fitxar pel CE Eldenc després de marcar nou gols la campanya 2013-14 mentre jugava al Novelda CF. El 14 de maig de l'any següent va acordar un contracte de tres anys amb l'AD Alcorcón, que es va fer efectiu l'1 de juliol.
Guardiola va fer el seu debut com a professional el 22 d'agost de 2015, entrant com a substitut a la segona part d'Óscar Plano en una victòria a casa per 2-0 contra el Córdoba CF en partit de Segona Divisió. El 24 de desembre, després de ser utilitzat poques vegades, va rescindir el seu contracte.

### Barcelona B i piulades ofensives
El 28 de desembre de 2015, Guardiola va signar un contracte d'un any i mig amb el FC Barcelona, sent destinat al filial a la tercera categoria. Tanmateix, poques hores després, el contracte fou rescindit després del descobriment de piulades ofensives sobre el club i Catalunya fetes l'any 2013. Va afirmar que les va fer un amic com a broma i que no s'havia adonat que havien estat publicades.

### Granada
El 8 de gener de 2016, Guardiola es va incorporar a un altre filial de la mateixa lliga, el Granada CF B, durant la resta de la campanya. Va debutar més tard aquell dia, posant al seu equip per davant amb un penal en un empat 1-1 contra el CD San Roque de Lepe.
Guardiola va ser ascendit al primer equip del Granada CF pel nou entrenador Paco Jémez el juliol de 2016, apareixent habitualment durant la pretemporada i també sent substitut no utilitzat en el primer partit de la nova temporada contra el Vila-real CF. No obstant això, després de l'arribada de nous fitxatges, va ser cedit al club de la A-League Adelaide United FC el 13 de setembre de 2016.
El 27 de gener de 2017, Guardiola es va traslladar al Reial Múrcia també amb un contracte temporal.

### Còrdova
El 2 de juliol de 2017, Guardiola va signar un contracte de dos anys amb el Còrdova de segona divisió després de tallar lligams amb el Granada. El 20 de desembre, va marcar un hat-trick en una victòria a casa per 5-0 contra el CF Reus Deportiu.
El 13 de març de 2018, Guardiola va acceptar una pròrroga de quatre anys amb els andalusos, augmentant la seva clàusula d'alliberament a 15 milions d' euros. El 22 de juny, després de marcar 22 gols i evitar per poc el descens, va signar un contracte de cessi´od'un any amb el Getafe CF a la primera divisió.
Guardiola va debutar a la màxima categoria espanyola el 31 d'agost de 2018, substituint Ángel al final del empat 0-0 a casa davant el Reial Valladolid.

### Valladolid
El 25 de gener de 2019, el Valladolid va arribar a un acord amb el Còrdova per al traspàs de Guardiola, que va signar un contracte fins al 2023. Va marcar vuit gols a la Lliga en 35 aparicions durant la temporada 2019-20, la seva millor entrada a la primera categoria.
El 31 d'agost de 2021, després del descens del Valladolid, Guardiola va ser cedit al Rayo Vallecano també a la primera divisió.